# 阿德萊德都會交通3000/3100形
阿德萊德都會交通3000/3100形（英語：3000/3100 class），是阿德萊德都會交通於其鐵路網絡下使用的柴電鐵路車輛，由南澳州立交通局採購，並由Comeng及Clyde Engineering於1989至1996年間製造。

## 歷史
1985年3月，南澳州立交通局就招標採購20輛柴油鐵路車輛（包括八輛雙駕駛室設計的3000形及十二輛單面駕駛室的3100形），並由Comeng公司中標。 本型號的車身設計基於墨爾本交通公司所屬的Comeng電氣化火車，唯車卡長度身比該列車略長2.3米，並由三門設計改為兩門。為遵從合約中「盡量使用本地資源」的要求，本列車於南澳州乾河的Comeng廠房組裝。第一部車輛於1987年5月開始試車，並於同年11月開始服務。 八輛3000形率先完成，而首部3100形則於1988年中完成。最後完成的車輛於1988年12月投入服務。
根據原先的合約，交通局能增訂76輛；唯Comeng回覆局方的報價明顯上升，因而將該訂單公開投標，並由Clyde Engineering於1989年11月中標，負責生產50輛。 Comeng達成協議交出3000形的設計圖及生產工具，但開始生產時，原有的丹頓農廠房已經移交ABB Group，而該公司拒絕交出與3000形的生產工具，因而轉由Clyde Engineering位於維多利亞省森馬頓的Martin & King廠房於1992至1996年間生產。
所有車輛的不銹鋼車身於出廠時主調為無塗裝、並配上藍橙色拉花設計。於2002年4月,3000形及3100形陸續由藍鳥鐵路公司重新塗上阿德萊德交通的黃藍紅代表色。
本型號投入服務時行駛阿德萊德鐵路的所有市郊路線，但於2014年詩福線及東士利線電氣化後不再行駛該等路線，並只會行駛百里線、高勒線、嘉雲治線及外港線。除此之外，本型號亦曾於巴羅莎谷線及羅士禾富至彼得堡線提供不定期旅遊套裝服務，但自千禧年代中期起已經停止。

## 機件
本型號於2018年進行壽命延長工程後，全數70輛車輛的動力系統均更換成奔馳公司的OM502LA系列V8引擎，並本型號採用Comeng公司所生產的氣袋懸掛轉向架。此外，除常用的機械式及電阻制動系統外，亦設有一般用於輕鐵車輛的電磁剎車作為分開運作的緊急煞車。
連結器方面採用由駕駛室操作Scharfernberg式密着連結器。連結工作有時會在阿德萊德鐵路站進行，並需要一名額外職員擔任旗手，同時亦負責連結車廂之間的安全鐵鏈。此款連結器最多允許六卡車輛連結。
車頭燈設於駕駛室中上方，並於兩旁設有車尾燈。車門底設有梯級，但主要提供職員使用。全數車輛設有照明及冷氣系統。

## 翻新工程
在2008/2009年度財政預算案中，時任庫務司霍利基宣布，阿德萊德鐵路其中五條路線將進行電氣化工程，並預計將本型號其中58輛翻新成電氣化火車，餘下12輛將維持柴電動力而服務百里線，唯電氣化工程規模後來大幅縮小，因而取消電氣化改造計劃。
本系列自2018年4月起開始進行延命翻新工程，其中包括更換新型奔馳驅動引擎及轉向架，翻新車廂內部及跟隨4000形電氣化火車統一塗裝；其中新塗裝會於頭尾燈附近漆上銀色，以改善夜間照明。

## 圖集

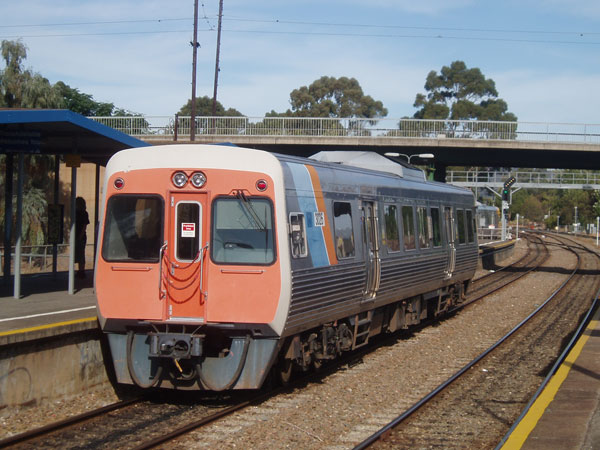
第一代塗裝列車於高活站（英语：Goodwood railway station）
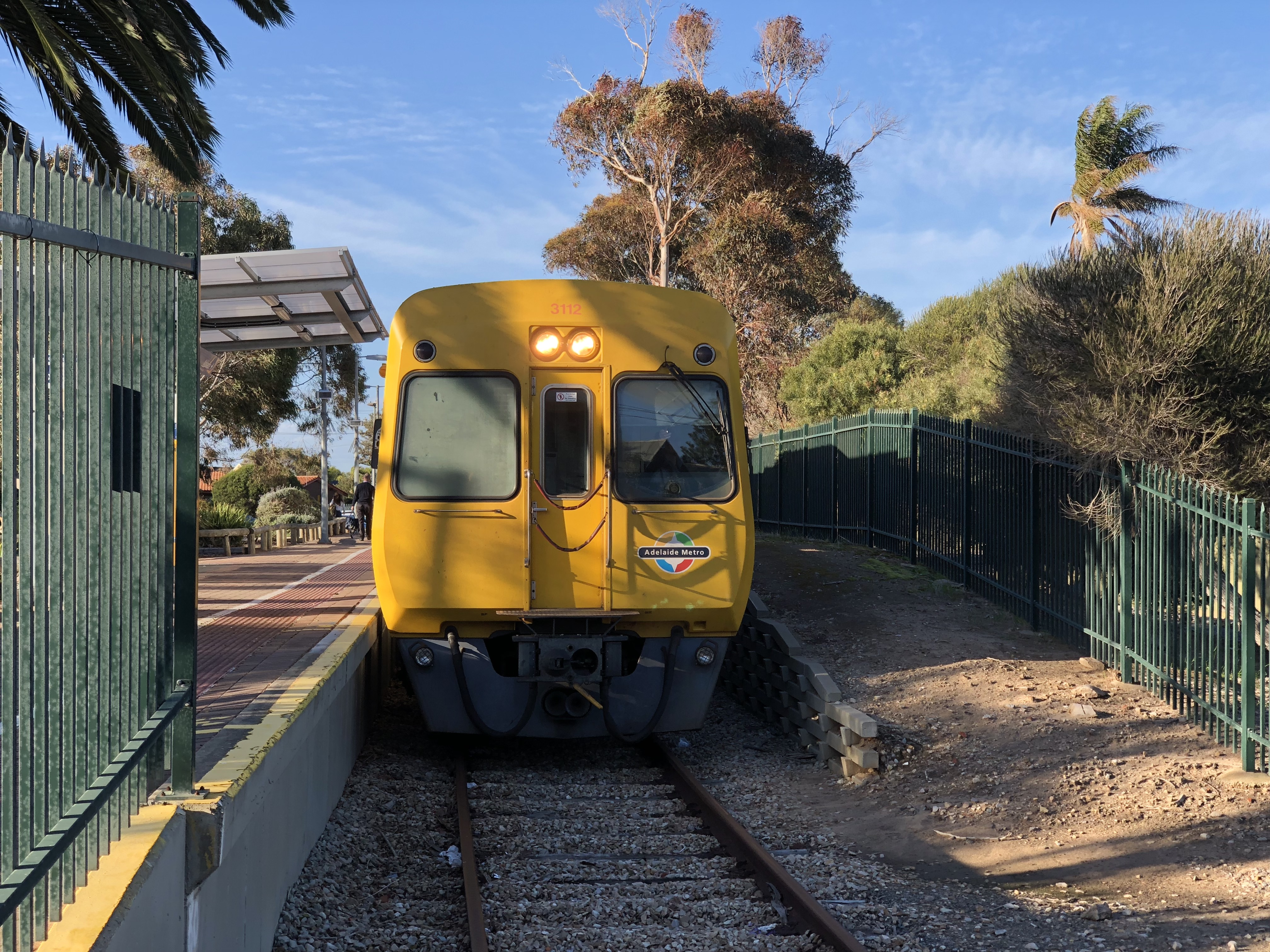
第二代塗裝列車於嘉雲治站（英语：Grange railway station）
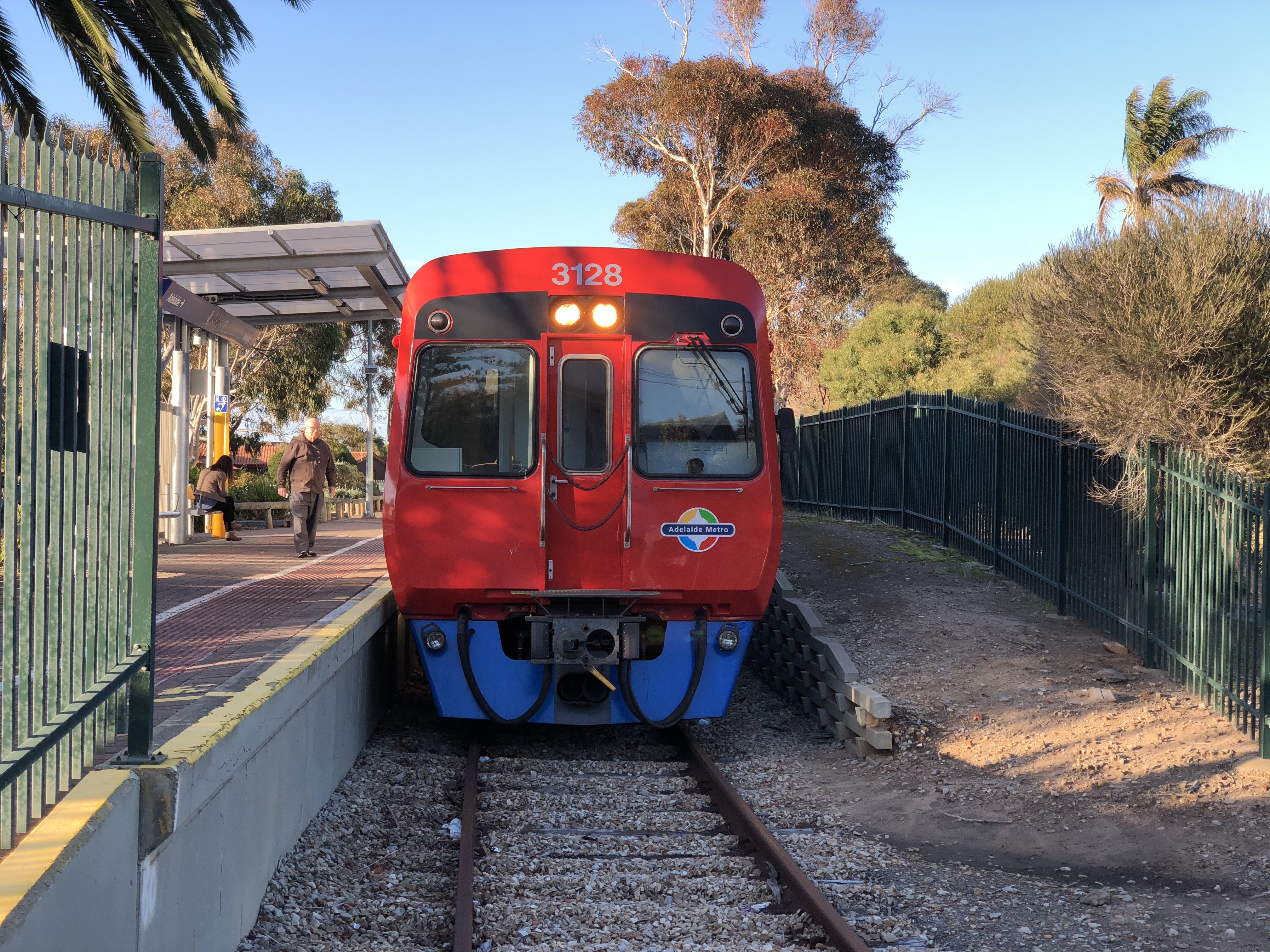
第三代塗裝列車於嘉雲治站
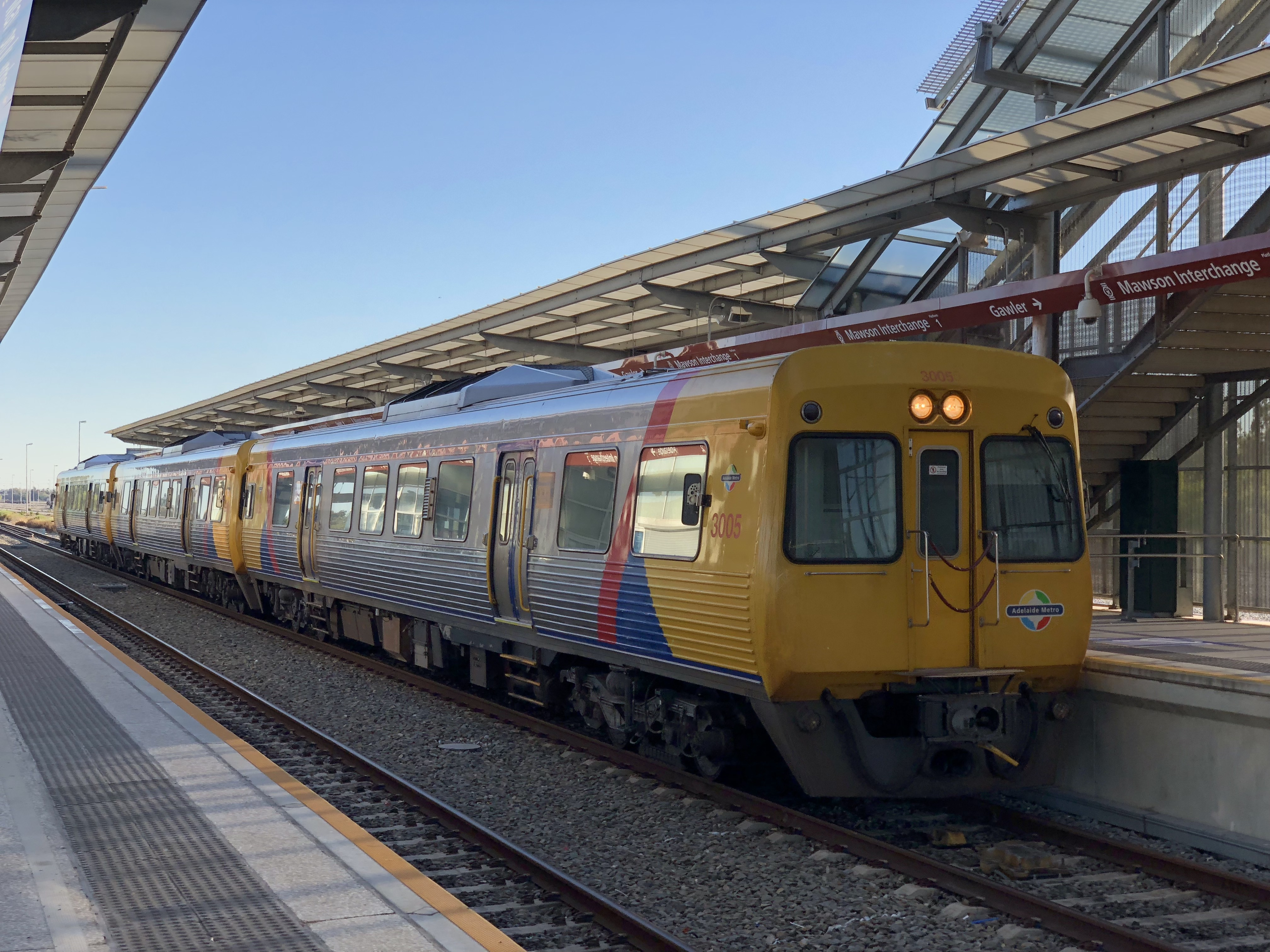
第二代塗裝列車於摩臣湖站
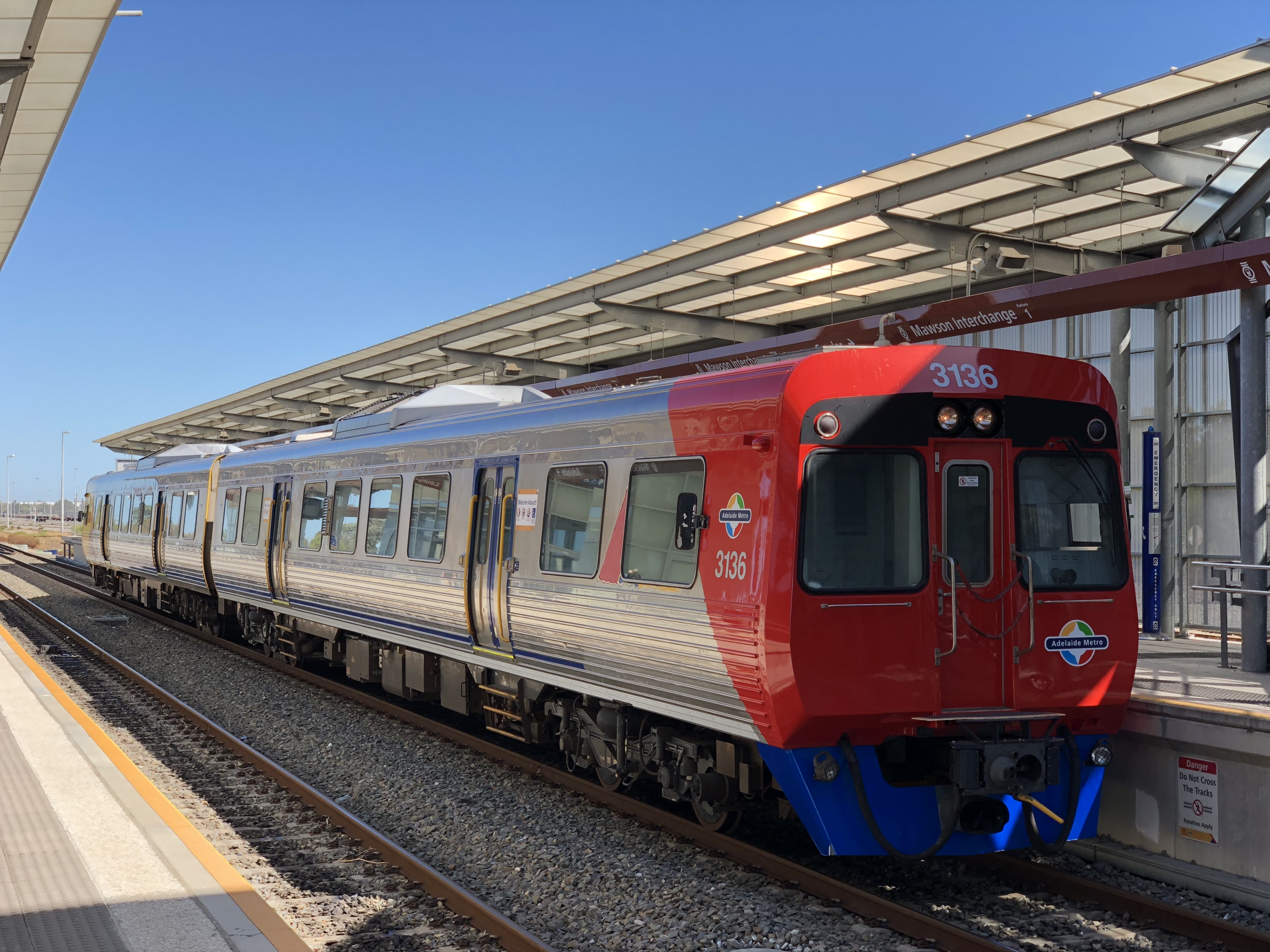
第三代塗裝列車於摩臣湖站
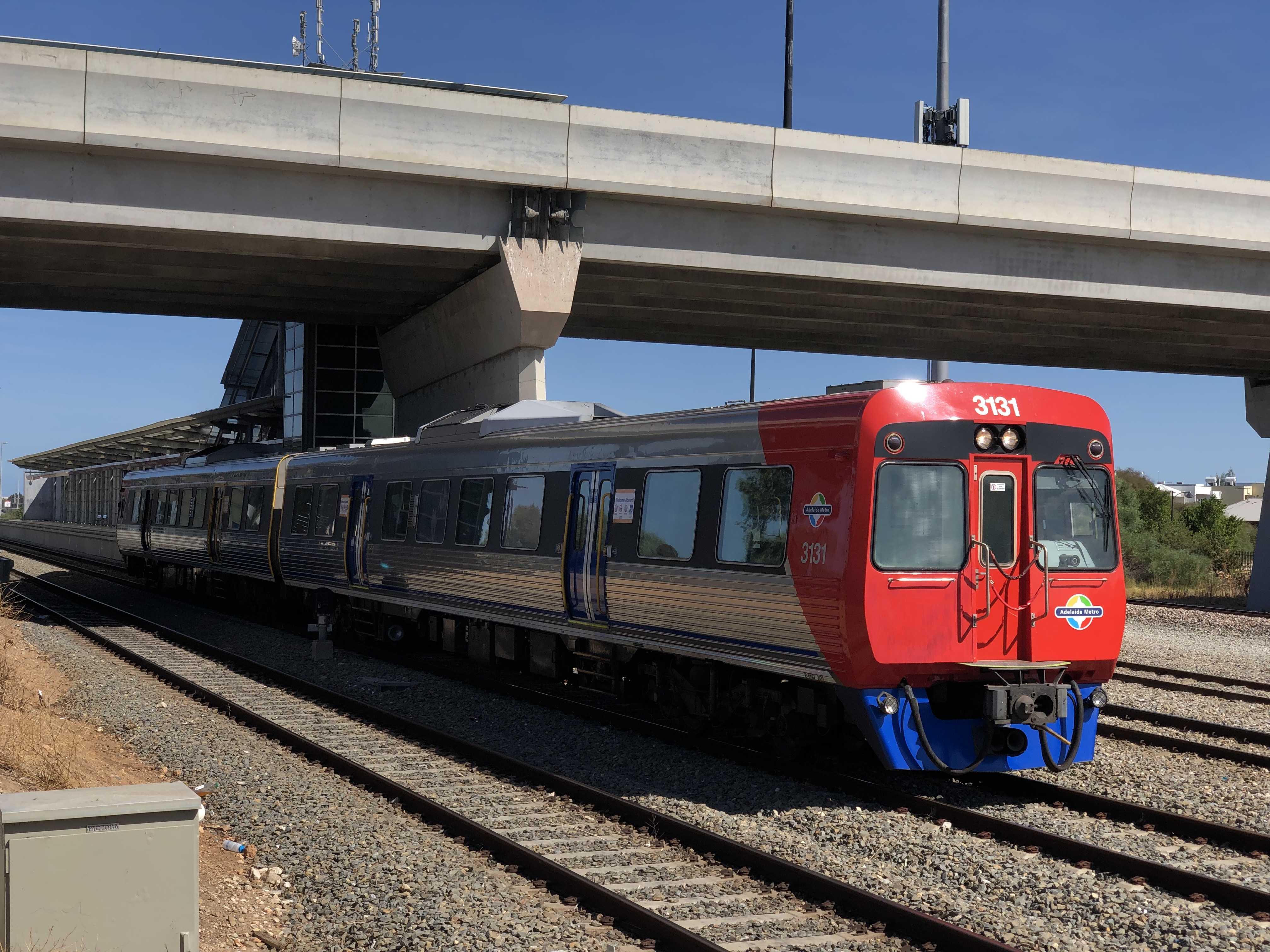
第三代塗裝列車
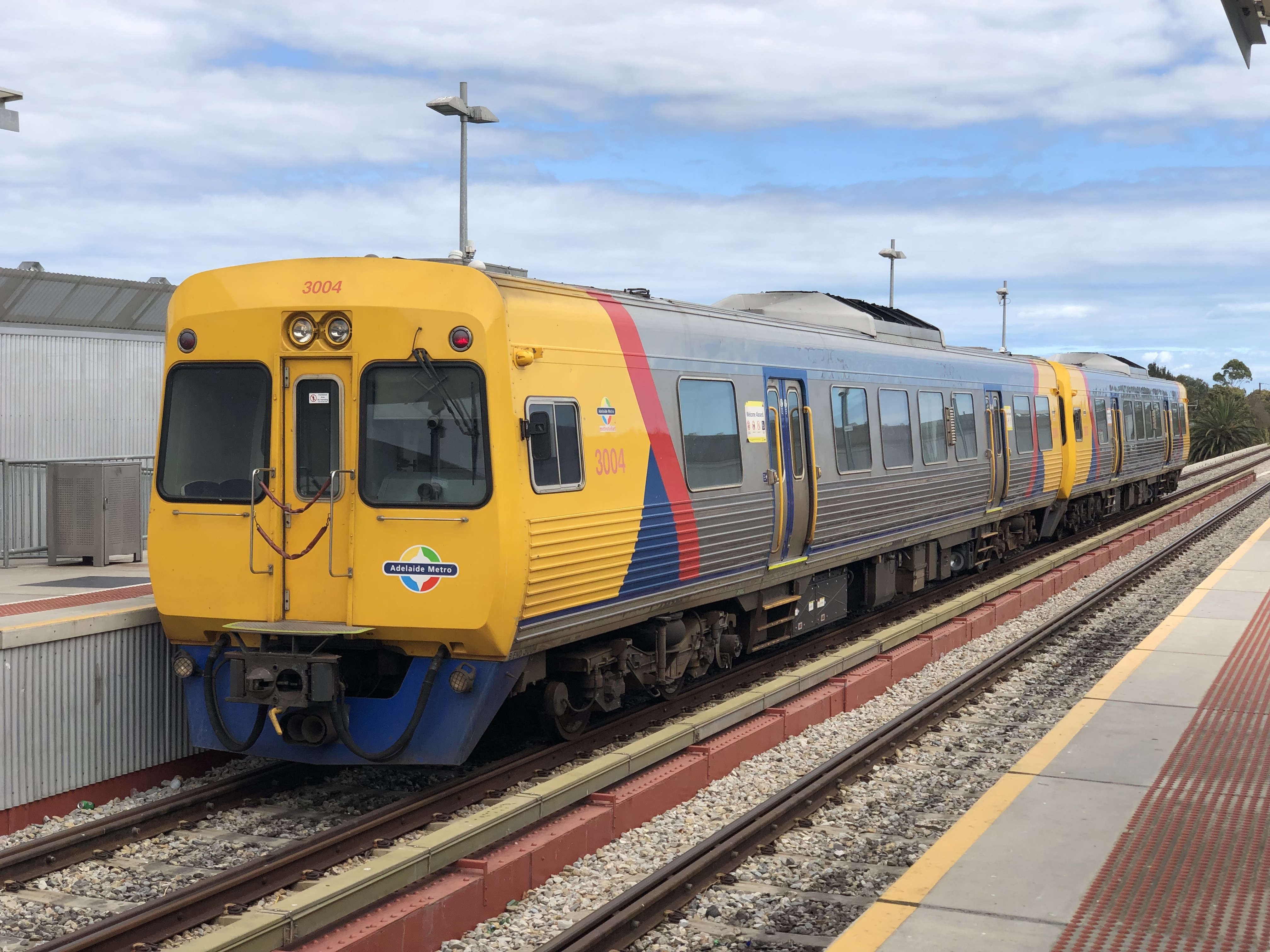
第二代塗裝列車於阿德萊德港站（英语：Port Adelaide railway station）
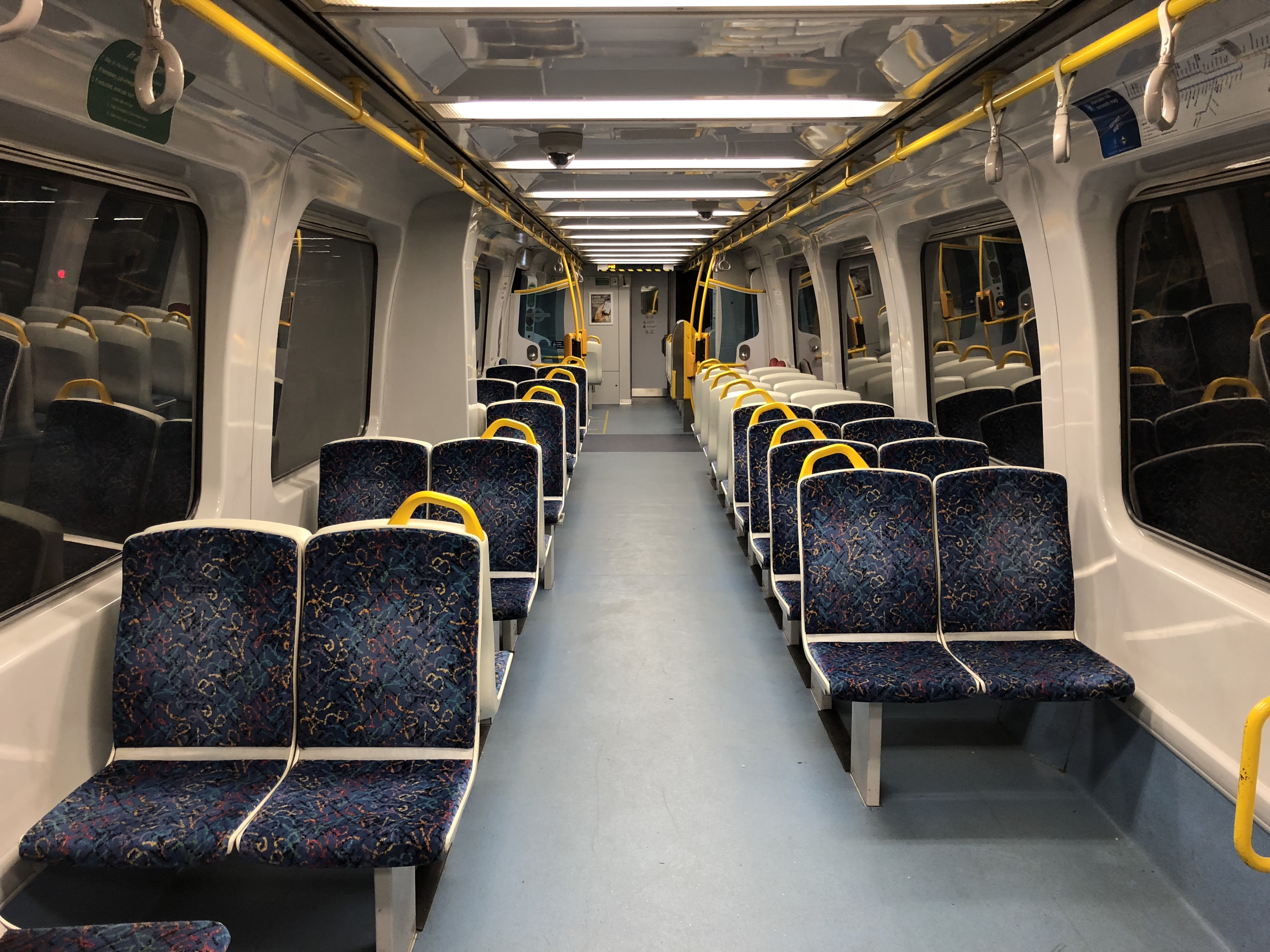
車廂內部

## 外部連結
维基共享资源上的相關多媒體資源：阿德萊德都會交通3000/3100形
- Further information on the 3000 and 3100 series railcar, including several interior photographs （页面存档备份，存于）